# Фролово (Чердынский район)
Фролово — упразднённая деревня в Чердынском городском округе Пермского края России.

## Название
Известна как починок Гарь (в 1579 году), деревней Фролова (1721 год). Топоним восходит к имени Фролки Фотеева, одного из первых поселенцев.

## География
Урочище находится в северной части края, в районе среднетаёжных пихтово-еловых лесов, на правом берегу реки Вишеры, на расстоянии приблизительно 43 километров (по прямой) к юго-юго-западу от города Чердынь. Абсолютная высота — 184 метра над уровнем моря.

### Климат
Климат характеризуется как умеренно континентальный, с продолжительной холодной зимой и умеренно тёплым коротким летом. Средняя многолетняя температура самого холодного месяца (января) составляет −16,4°С (абсолютный минимум — −46 °С), температура самого тёплого (июля) — +16,8 °С (абсолютный максимум — 36 °С). Среднегодовое количество осадков — 605 мм. При этом большинство (две трети от общего количества) осадков выпадает в тёплый период (с апреля по октябрь). Продолжительность безморозного периода составляет 109 дней.

## История
Известна с 1579 года как починок Гарь. В 1721 году упоминается уже под современным названием. 
В 1908 году упоминаются две деревни: Большая Фролова и Малая Фролова, относившиеся к Фроловскому обществу Пянтежской волости Чердынского уезда. В первой имелось 20 дворов и проживало 123 человека (59 мужчин и 64 женщины), во второй — 2 двора и 14 жителей (6 мужчин и 8 женщин). В этноконфессиональном составе населения обоих населённых пунктов преобладали русские православного вероисповедания.
По данным переписи 1926 года имелось 23 хозяйства и проживало 102 человека (49 мужчин и 53 женщины), русских по национальности. В административном отношении входила в состав Фроловского сельсовета Чердынского района Верхне-Камского округа Уральской области.
В 1963 году числилась как населённый пункт Шакшерского сельсовета, проживало 49 человек. Упразднена не позднее 1981 года.